# Cephalaeschna risi
Cephalaeschna risi är en trollsländeart som beskrevs av Syoziro Asahina 1981. Cephalaeschna risi ingår i släktet Cephalaeschna och familjen mosaiktrollsländor. Inga underarter finns listade i Catalogue of Life.